# Askole

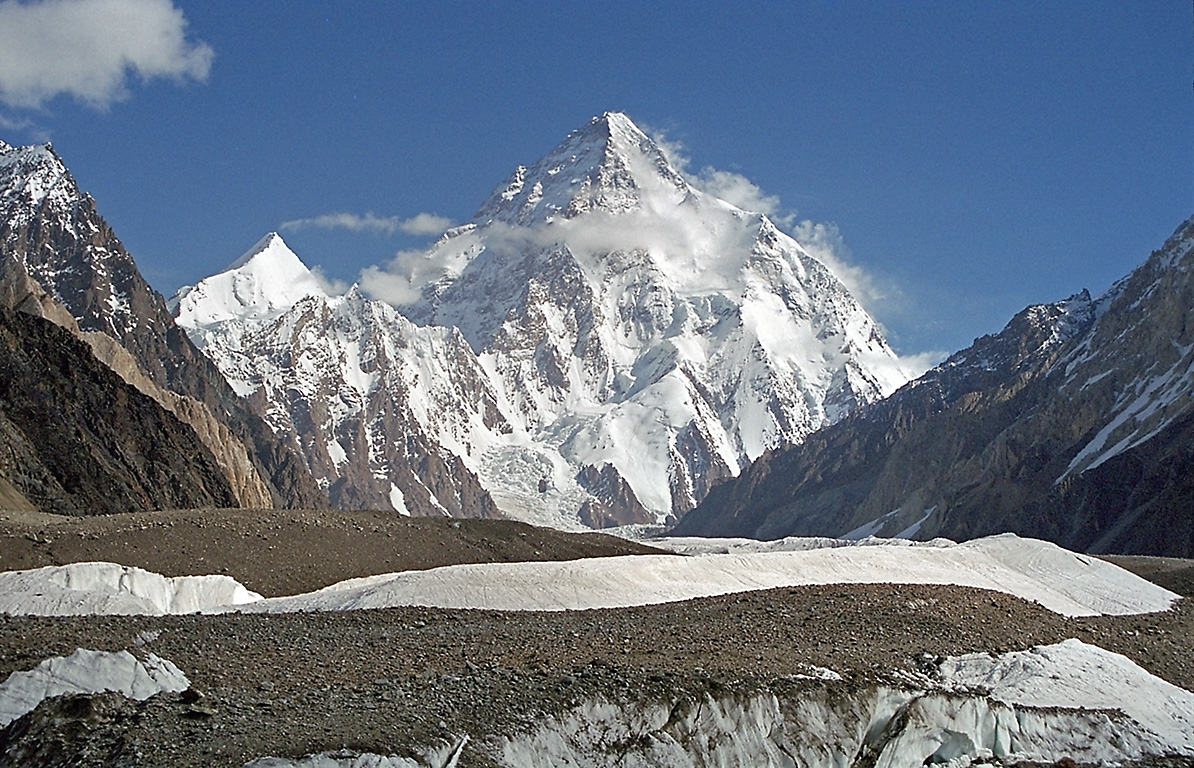
K2, el 2n pic més alt del món

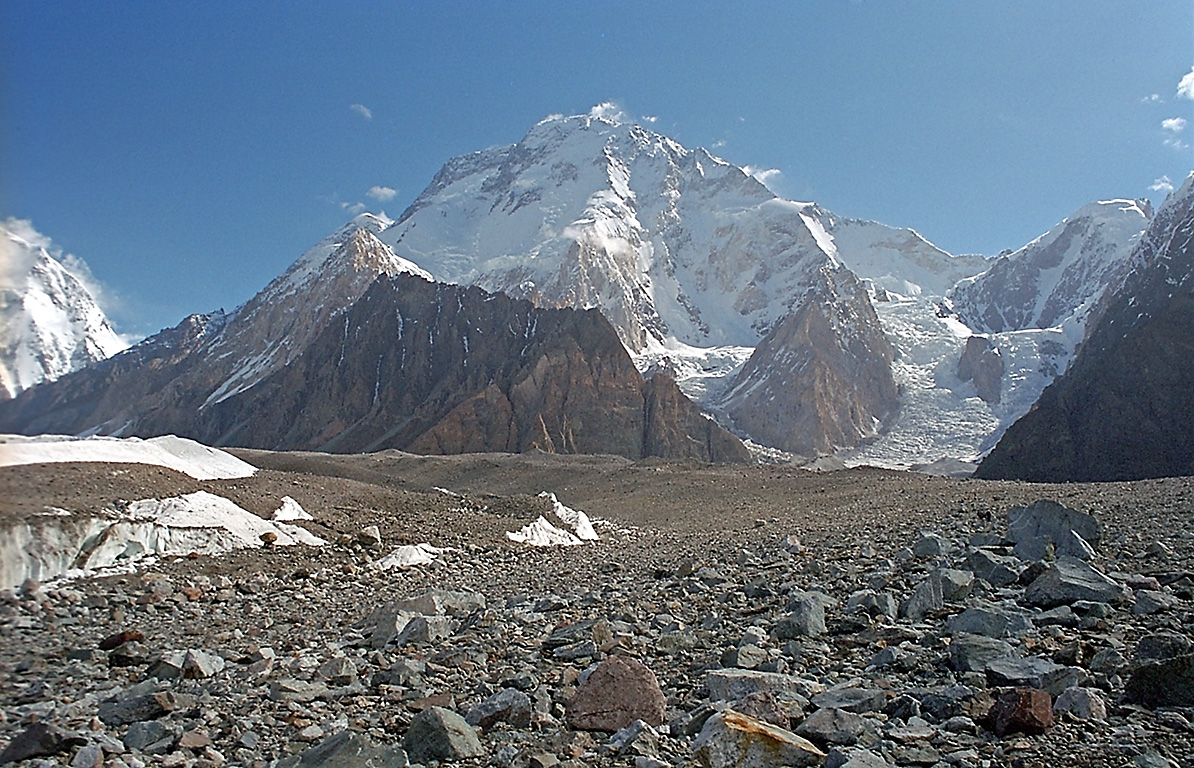
Broad Peak, el 12è pic més alt en el món

Askole, Askoli, o Askoly (Urdu: اسکولی) és un petit poble localitzat a la Vall de Shigar, al territori de Gilgit–Baltistan del Pakistan. Askole es troba en una zona remota del massís del Karakoram a 3.040 metres per sobre del nivell del mar. És notable per ser el darrer poblament abans d'entrar a l'alta muntanya del Karakoram. El poble és punt d'accés a peu a dues de les glaceres més llargues de la terra (fora de les zones glacials)ː la glacera Biafo (67 km) i la glacera Baltoro (63 km).
Askole és la porta a quatre dels 14 cims més alts del món coneguts com els Vuitmils (per sobre dels 8,000 m), i és el punt de partida d'expedicions d'alpinisme al K2, Broad Peak i d'altres muntanyes importants.

## Expedicions
Les expedicions als cims següents surten d'Askole:
- K2, segon pic més alt del món a 8.611 m.
- Gasherbrum I, 11è pic més alt del món a 8.080 m.
- Broad Peak, 12è pic més alt del món a 8.047 m.
- Gasherbrum II, 13è pic més alt del món a 8.035 m.
- Gasherbrum III, 7.946 m. (Sovint considerat com a subpic del Gasherbrum II).
- Gasherbrum IV, 17è pic més alt del món a 7.932 m.
- Masherbrum (K1), 22è pic més alt del món a 7.821 m.
- Chogolisa, 36è pic més alt del món a 7.665 m.
- Torre Muztagh, 7.273 m.
- Snow Dom, 7.160 m.
- Biarchedi, 6.781 m.
- Torres del Trango, 6.363 m, els penya-segats més alts del món.
- Pic Mitre, 6.010 m.